# Ferrovia Siracusa-Ragusa-Vizzini
La ferrovia Siracusa-Bivio Giarratana-Ragusa con diramazione Bivio Giarratana-Vizzini era una linea a scartamento ridotto della Sicilia che percorreva la Valle dell'Anapo in cui si trova l'importantissima Necropoli di Pantalica. Chiusa all'esercizio e smantellata nel 1956, era in concessione alla Società anonima per le ferrovie secondarie della Sicilia.

## Storia
(Conversazione in Sicilia di Elio Vittorini)
Il primo progetto della linea risale al 1884 ma la costruzione venne eseguita molti anni dopo. Venne costituita a tale scopo, nel 1911 a Roma, la Società Anonima per le ferrovie secondarie della Sicilia (SAFS) che ottenne la concessione agli inizi dell'anno successivo. 
La linea collegava Ragusa, Vizzini e Siracusa, con un insolito tracciato a Y, che collegava a sua volta i centri montani iblei con la rete delle Ferrovie dello Stato.
Il primo tronco da Siracusa a Solarino venne inaugurato il 19 luglio 1915, con locomotive a vapore di costruzione Breda. Il 15 gennaio 1918 vennero aggiunti i 16,5 km tra Palazzolo Acreide e Bivio Giarratana. Quasi cinque anni dopo, il 22 dicembre 1922 veniva finalmente inaugurata la tratta di 30 km fino a Ragusa ma si dovette attendere ancora il 26 luglio 1923 per vedere l'ultimo tratto, di 27,5 km, tra la stazione di diramazione Bivio Giarratana e Vizzini, attivato al servizio pubblico.
La linea era conosciuta, soprattutto nel ragusano, come la "ferrovia di Ciccio Pecora", appellativo curioso legato al fatto che i treni erano così piccoli da ricordare i trenini giocattolo che il commerciante Francesco Battaglia Ciulla, da tutti chiamato Ciccio Pecora, esponeva nella vetrina del suo negozio.
L'esercizio viaggiatori si rivelò subito poco produttivo, stante la lontananza delle stazioni dai centri abitati dell'interno; ma in seguito al collegamento al porto di Siracusa, effettuato con grande ritardo nel 1927, fu possibile l'avvio di un forte movimento di carri merci dato lo sfruttamento intensivo dell'asfalto ragusano per estrarne idrocarburi negli anni trenta; si ebbe un tale incremento del traffico merci che rese necessario il noleggio di locomotive a vapore FS a scartamento ridotto di maggior prestazione per il trasporto all'imbarco nel Porto di Siracusa.

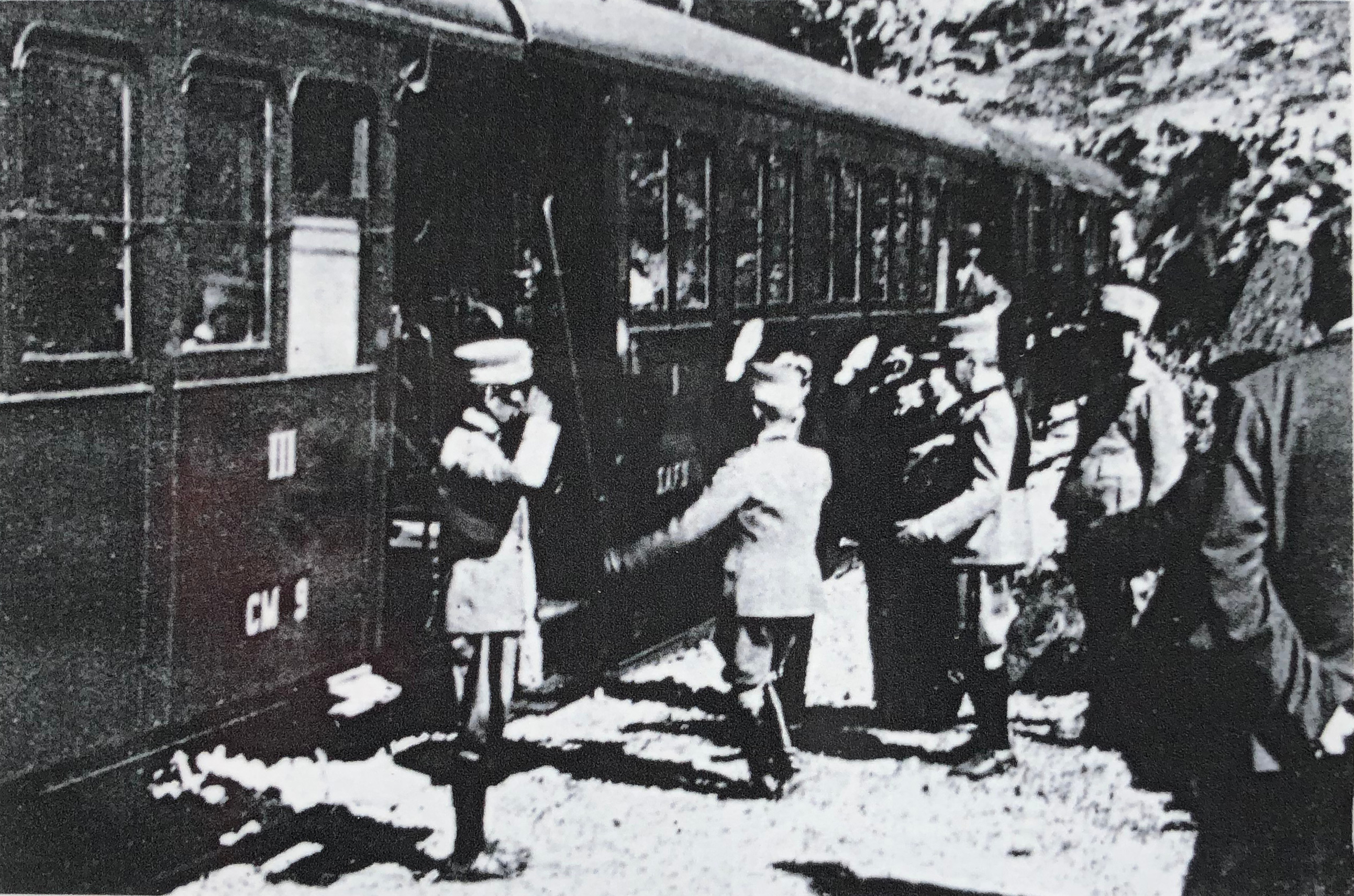
Re Vittorio Emanuele III in visita a Pantalica

La linea conobbe il suo momento di gloria nel 1933 quando il Re Vittorio Emanuele III visitò, viaggiando sul trenino addobbato a festa, la Necropoli di Pantalica.
Durante la guerra, nel 1943, la ferrovia fu utilizzata dagli alleati per trasportare truppe e materiali per l'offensiva contro le truppe italo-tedesche a Palazzolo. Nello stesso anno si verificò un incidente ferroviario nella valle dell'Anapo, con vittime e feriti.
A causa della diminuzione del traffico merci conseguente alla crisi del secondo dopoguerra nel 1949, venne mantenuto il servizio viaggiatori solo tra Siracusa, Palazzolo e Buscemi e sospeso l'esercizio nei tratti successivi fino a Bivio Giarratana, a Ragusa e a Vizzini. L'attività sul tronco rimasto in funzione ebbe termine alle ore 9:30 del 30 giugno 1956 quando, in conseguenza del decreto del Ministro dei trasporti Armando Angelini, che disponeva la chiusura dei cosiddetti rami secchi delle ferrovie, l'ultimo treno, partito dalla Stazione di San Paolo Solarino, giunse alla stazione di Siracusa Nuova con gli ultimi rotabili da accantonare. In seguito vennero smontati i binari e le traverse. Il tracciato, rimasto ormai solo un sentiero, divenne percorribile in automobile attraverso le gole a strapiombo per raggiungere la necropoli; fu acquisito in seguito dalla provincia di Siracusa. Oggi non è più liberamente percorribile per salvaguardare l'integrità naturalistica della zona. La stazione di Siracusa Nuova con i relativi impianti venne lasciata in abbandono e alla fine degli anni settanta venne acquisita dal comune di Siracusa e trasformata in autoparco per i mezzi del servizio ecologico comunale.

## Le caratteristiche della linea
La linea, che è stata una delle poche ferrovie in concessione della Sicilia, le altre sono la Palermo-Corleone e la Ferrovia Circumetnea, venne costruita a scartamento ridotto di 950 mm, lo scartamento italiano. Venne progettata ad aderenza naturale e per una pendenza massima del 28 per mille. La trazione venne prevista con locomotiva a vapore. La lunghezza della linea era di 96,53 chilometri per la tratta Siracusa - Bivio Giarratana - Ragusa a cui si aggiungevano i 27,42 km della tratta Bivio Giarratana - Vizzini Campagna.

## Il tracciato
| Unknown route-map component "exCONTgq" | Unknown route-map component "exSTR+r" |  |  |  |

|  | Unknown route-map component "exSTR" | Unknown route-map component "exSTR+l" | Unknown route-map component "exKBSTeq" |  |

|  | Unknown route-map component "KBHFxa" | Unknown route-map component "exSTR" |  |  |

| Unknown route-map component "KDSTaq" | Unknown route-map component "ABZgr+xl" | Unknown route-map component "exABZgr" |  |  |

|  | Straight track | Unknown route-map component "exBHF" |  |  |

| Unknown route-map component "CONTgq" | Unknown route-map component "ABZlr" | Unknown route-map component "xKRZo" | Unknown route-map component "CONTfq" |  |

|  |  | Unknown route-map component "exHST" |

|  |  | Unknown route-map component "exHST" |

|  |  | Unknown route-map component "exBHF" |

|  |  | Unknown route-map component "exBHF" |

|  |  | Unknown route-map component "exHST" |

|  |  | Unknown route-map component "exHST" |

|  |  | Unknown route-map component "exHST" |

|  |  | Unknown route-map component "exBHF" |

|  |  | Unknown route-map component "exBHF" |

|  |  | Unknown route-map component "exBHF" |

|  |  | Unknown route-map component "exBHF" |

|  | Unknown route-map component "exSTR+l" | Unknown route-map component "exABZlr" | Unknown route-map component "exSTR+r" |  |

|  | Unknown route-map component "exBHF" |  | Unknown route-map component "exSTR" |  |

|  | Unknown route-map component "exHST" |  | Unknown route-map component "exSTR" |  |

|  | Unknown route-map component "exSTR" |  | Unknown route-map component "exBHF" |  |

|  | Unknown route-map component "exBHF" |  | Unknown route-map component "exSTR" |  |

|  | Unknown route-map component "exSTR" |  | Unknown route-map component "exHST" |  |

|  | Unknown route-map component "exBHF" |  | Unknown route-map component "exSTR" |  |

|  | Unknown route-map component "exSTR" |  | Unknown route-map component "exBHF" |  |

| Unknown route-map component "STR+r" | Unknown route-map component "exSTR" |  | Unknown route-map component "exSTR" |  |

| Station on track | Unknown route-map component "exKBHFe" |  | Unknown route-map component "exSTR" |  |

| One way rightward |  |  | Unknown route-map component "exSTR" |  |

| Unknown route-map component "CONTgq" | Transverse track | Unknown route-map component "STR+r" | Unknown route-map component "exSTR" |  |

|  |  | Unknown route-map component "XBHF-L" | Unknown route-map component "exKXBHFe-R" |  |

|  |  | Unknown route-map component "xABZgl" | Unknown route-map component "CONTfq" |  |

|  |  | Unknown route-map component "exSTRl" | Unknown route-map component "exKBSTeq" |  |

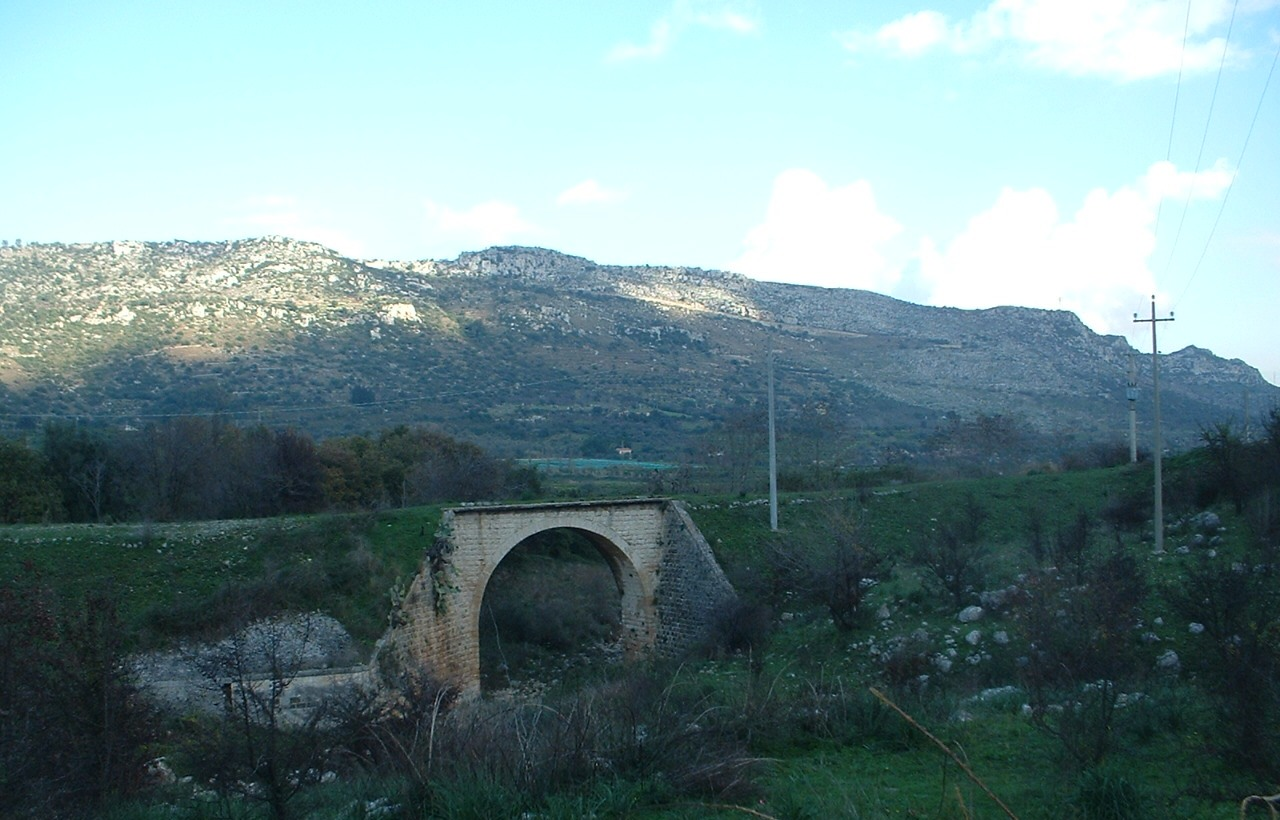
Ponte ferroviario sul tracciato dismesso della Siracusa-Ragusa-Vizzini, nei pressi di Solarino (SR).

Partiva dalla stazione di Siracusa Nuova, posta sul lato sud della Stazione di Siracusa FS raggiungendo, con andamento pianeggiante, le fermate di Cifali (km. 5,2) e di Giustiniani (km. 9,2), quindi si dirigeva verso Floridia (km. 13,4) puntando poi verso S. Paolo-Solarino (km. 17,8). La linea iniziava a salire verso la stazione di Sortino-Fusco (km. 28,5) incuneandosi poi, attraverso la valle, sugli stretti argini fiancheggiati da pareti a picco con una serie di brevi gallerie, viadotti, passando tre volte da una sponda all'altra del fiume Anapo fino alla stazione di Necropoli Pantalica (km. 32,5); da qui proseguiva per la stazione di Giambra (km. 36,1), dove si trovava il rifornitore di acqua, poi le stazioni di Cassaro-Ferla (km. 42,1), Palazzolo Acreide (km. 49,9) e Buscemi (km. 51,9) raggiungendo infine Giarratana (66,4) e il bivio dove la linea si divideva in due diramazioni, per Ragusa e per Vizzini, la cui stazione si trovava a fianco della stazione di Vizzini FS della linea Catania-Caltagirone. Dal bivio di Giarratana fino alla stazione di Chiaramonte Gulfi (la più alta), il tracciato aveva un andamento tortuoso seguendo il fianco della montagna, il Monte Lauro (986 m s.l.m.) prima e il Monte Arcibessi (906 m s.l.m.) dopo, con molti tratti in galleria ed in trincea. Il resto del tragitto dalla stazione di Chiaramonte fino alla stazione della Nunziata e poi affiancando la linea ferroviaria FS per gli ultimi 3,5 km fino alla stazione di Ragusa si presentava abbastanza pianeggiante seguendo la linea naturale dell'altopiano ibleo. Come a Vizzini la stazione della SAFS di Ragusa era accanto alla stazione FS di Ragusa da cui partivano i treni della linea Siracusa-Gela-Canicattì.

### Dislivello
Considerevole fu il dislivello che questa ferrovia superava partendo dalla stazione di Siracusa Nuova, a pochi metri sopra il livello del mare, ed arrivando fino alla quota massima di 845 m s.l.m. dove si trovava la stazione di Chiaramonte Gulfi.
|                     | \| Stazione[9] \| Quota s.l.m. \| \| ------------------- \| ------------ \| \| Necropoli Pantalica \| 225 m \| \| Cassaro-Ferla \| 360 m \| \| Palazzolo Acreide \| 517 m \| \| Giarratana \| 550 m \| \| Buccheri \| 716 m \| \| Chiaramonte Gulfi \| 845 m \| \| Ragusa SAFS \| 518 m \| |
| Stazione            | Quota s.l.m. |
| Necropoli Pantalica | 225 m |
| Cassaro-Ferla       | 360 m |
| Palazzolo Acreide   | 517 m |
| Giarratana          | 550 m |
| Buccheri            | 716 m |
| Chiaramonte Gulfi   | 845 m |
| Ragusa SAFS         | 518 m |

### Il tracciato oggi

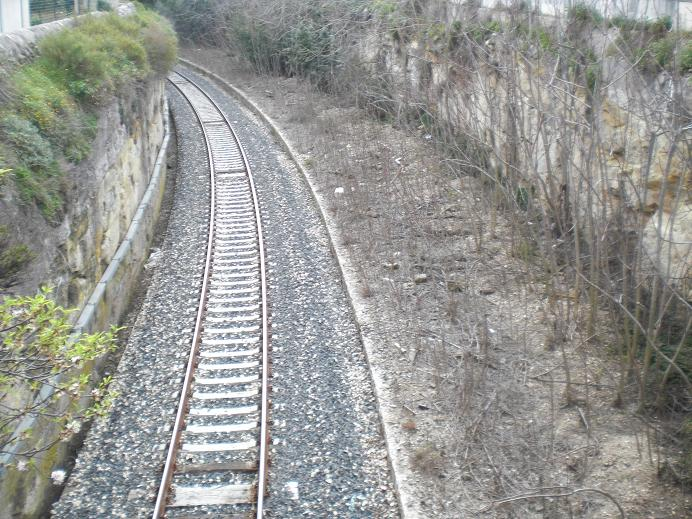
La sede dei binari a Ragusa accanto alla linea Siracusa-Gela.

Dalla chiusura della linea, avvenuta nel 1956, il tracciato ha mutato aspetto e destinazione in diversi punti.
- Nel 1973, con i lavori di ampliamento del circuito automobilistico di Siracusa, circa 2 km di tracciato sono stati occupati dalla pista della nuova struttura sportiva.
- Nel tratto compreso tra Siracusa e Solarino, visto il completo abbandono, del tracciato restano poche memorie storiche.
- Nel tratto più suggestivo della Valle dell'Anapo, dal km 28,5 della stazione di Sortino-Fusco fino al km 49,9 della stazione di Palazzolo Acreide, il tracciato è stato trasformato in una pista ciclopedonale in terra battuta e inaugurato nel dicembre 2023.[10]
- Tra le stazioni di Buscemi e Giarratana un tratto di tracciato di 5,9 km fu asfaltato nel giugno del 2007 trasformandolo in strada comunale.
- Nel luglio del 2007 fu la volta di un secondo tratto di soli 1,8 km ad essere asfaltato tra quello che era il Bivio Giarratana verso la stazione di Giarratana.
- Nei territori montani della provincia di Ragusa, tra il Bivio Giarratana e la stazione di Chiaramonte Gulfi, per 4,3 km il tracciato è stato adeguato a strada in terra battuta percorribile in automobile.
- Sull'altopiano ibleo il tracciato si presenta come trazzera delimitata dai muretti a secco tipici della zona per poi scomparire all'interno del tessuto urbano di Ragusa.
- L'ultimo presenza di questo tracciato è il tratto in trincea dell'attraversamento di Ragusa in cui affianca la linea Siracusa-Gela dove è ben visibile la sede dei binari lasciata ancora libera.

## Il parco macchine
In origine: 
- 10 locomotive a vapore a tre assi della potenza di 185 kW
- 20 carrozze viaggiatori
- 121 carri merci di vario tipo
- nel 1927 vennero prese a noleggio dalle FS una locomotiva R.301 e due R.302 (la 008 e la 038)

Nello stesso periodo vennero acquisite dalla ferrovia Alifana due automotrici sperimentali: 
- Automotrice DWK-CEMSA da 110 kW -70 posti-23 tonnellate (peso in esercizio)
- Automotrice OM da 117 kW.-68 posti-30 tonnellate

## Particolarità
Sulla piccola ferrovia vennero utilizzate due tra le prime automotrici a motore endotermico costruite in Italia, di cui una su licenza DWK (Deutsche Werke Kiel A.G.), dalla Romeo di Milano (poi divenuta CEMSA) e l'altra su licenza AEG dalla OM di Milano. Tra le prime realizzazioni al mondo, queste vennero presentate all'esposizione di Berlino del 1924 e suscitarono un grande interesse tra i tecnici europei convenuti, in particolare i tecnici delle FS alla ricerca di mezzi innovativi che potessero conseguire risparmi energetici nell'esercizio. Le automotrici avevano motorizzazione Mercedes a 6 cilindri, a ciclo Otto, alimentati a benzolo ma modificabili anche per alimentazione a nafta leggera. Avevano il cambio ad ingranaggi sempre in presa. Le motorizzazioni possibili erano di 100 o di 160 CV.
Le due automotrici erano state acquistate dalla CFMI che gestiva la ferrovia alifana a scartamento di 0,95 m e cedute poco tempo dopo alla linea siracusana. Il loro impiego, come del resto quello delle cugine a scartamento normale delle FS fu poco soddisfacente e soggetto a molti fermi tecnici. L'utilizzo del ciclo Otto con l'alimentazione a nafta provocava tra l'altro il frequente malfunzionamento delle candele. In un'epoca successiva vennero smotorizzate e usate come carrozze.

## L'autoservizio sostitutivo
La chiusura della linea ferroviaria venne seguita dall'istituzione di vari servizi sostitutivi su strada (autobus) gestiti dalla stessa SAFS. Per ragioni logistiche vennero spezzettate le tratte di collegamento istituendo:
- Autoservizio Siracusa-Palazzolo-Vizzini, che prevedeva 17 coppie di corse giornaliere ma quasi tutte limitate a Solarino: solo 3 proseguivano per Palazzolo e di queste 2 fino a Vizzini città ma con una percorrenza di due ore e 45 minuti, ben superiore allo stesso lento trenino.
- Autoservizio Vizzini città-Vizzini scalo FS, con otto corse giornaliere.
- Autoservizio Ragusa-Vizzini, 2 sole corse al giorno di cui una limitata a Chiaramonte Gulfi.
- Autoservizio Siracusa-Ragusa 2 coppie di corse giornaliere anch'esse con una percorrenza di tre ore.

La soppressione della ferrovia non aveva portato alcun vantaggio in termini di percorrenza ma solo ridotto il disavanzo di esercizio perdendo per sempre il passaggio attraverso la valle dell'Anapo con la sua vista delle migliaia di tombe scavate nella roccia di Pantalica.